# Robertus calidus
Robertus calidus là một loài nhện trong họ Theridiidae.
Loài này thuộc chi Robertus. Robertus calidus được miêu tả năm 1995 bởi Knoflach.